# A Plain Song
A Plain Song è un cortometraggio del 1910 diretto da David W. Griffith.

## Produzione
Il film fu prodotto dalla Biograph Company. Venne girato nel New Jersey, a Westfield.

## Distribuzione
Distribuito dalla General Film Company, il film - un cortometraggio di una bobina - uscì nelle sale cinematografiche statunitensi il 28 novembre 1910.